# 藿香黄酮醇
藿香黄酮醇（英语：Pachypodol）是一种槲皮素的3,7,3'-三-O-甲基化黄酮醇化合物。它可以从Pachypodanthium confine中分离出来。它也可以从藿香和Agastache folium的叶子中分离出来。